# Grand Prix Sudamericano Orlando Guaita
El Grand Prix Sudamericano Orlando Guaita o Torneo Internacional Orlando Guaita Botta es un torneo de atletismo realizado principalmente en Santiago y otras ciudades de Chile. Fue nombrado en homenaje al atleta chileno Orlando Guaita y es considerado uno de los eventos más importantes de dicho país.

## Recintos deportivos
El Orlando Guaita se ha desarrollado en recintos deportivos tales como el Estadio Nacional, el Estadio Mario Recordón y el Complejo de Atletismo Eliana Gaete Lazo, ubicado en San Carlos de Apoquindo.

## Hitos

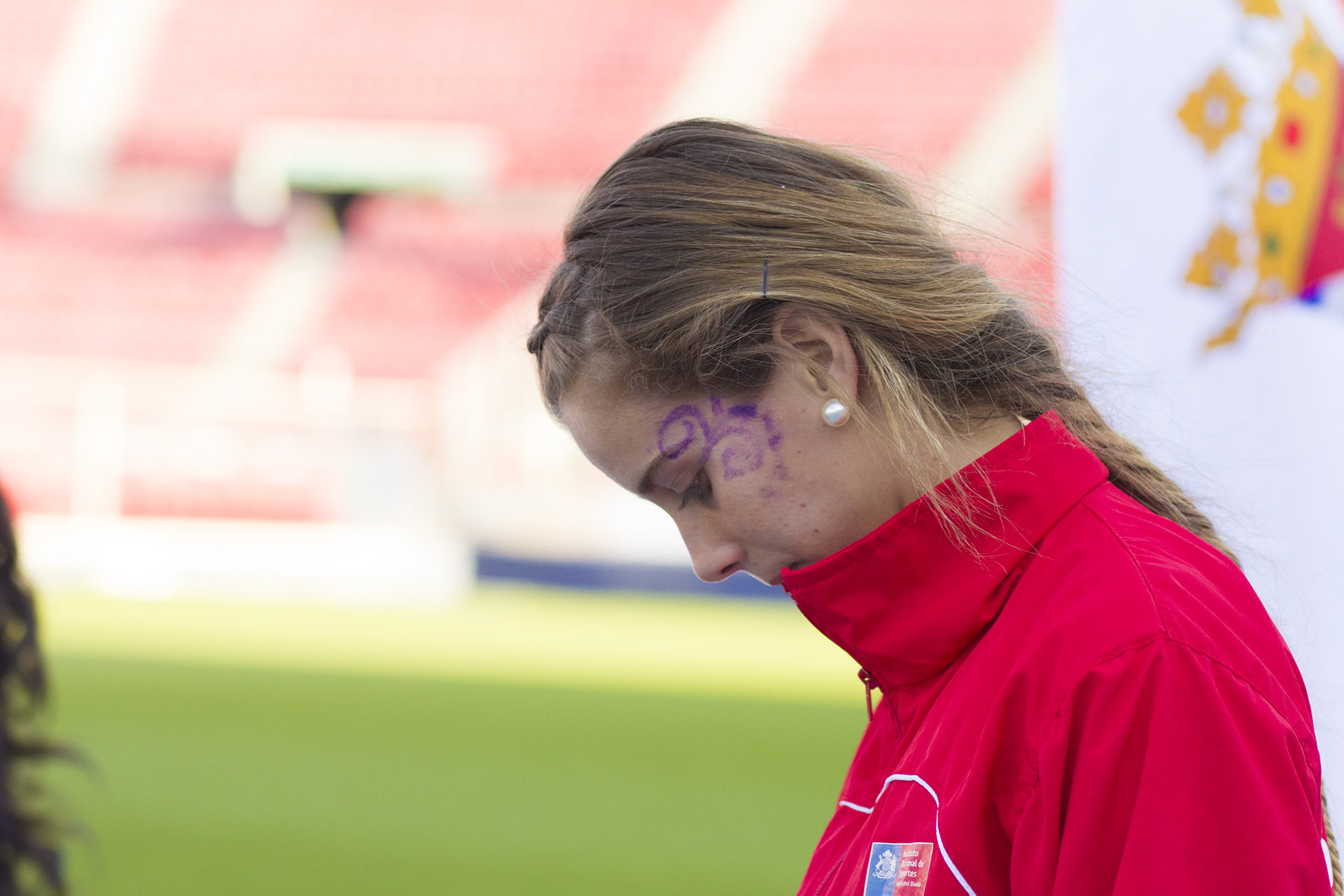
Compitiendo en este torneo, Isidora Jiménez ha hecho historia en el atletismo chileno.

Entre los hitos acaecidos en el marco de la tradicional competencia se hallan plusmarcas de Chile, por ejemplo el récord en cien metros planos de Isidora Jiménez en 2015. Otros deportistas que establecieron nuevos registros fue Álvaro Cortés en triple salto, logro que ostentaba Francisco Pichott desde 1982, y Clara Marín en 100 metros vallas. En esa temporada, el certamen reunió a más de 250 atletas nacionales e internacionales.
La edición de 2023 cobró particular relevancia debido a la participación de atletas que más tarde formaron parte de los Juegos Panamericanos de ese año, como la mencionada Isidora Jiménez y Martina Weil, que ganarían plata en el relevo 4x100 junto a Anais Hernández y María Ignacia Montt, además de otras figuras destacadas como Natalia Duco y Karen Gallardo.